# 高山冨士雄
高山 冨士雄（たかやま ふじお、1925年8月10日 - 2014年7月7日）は、日本の経営者。安田信託銀行社長を務めた。

## 経歴
鹿児島県日置郡伊集院町（現日置市）出身。伊集院小学校、旧制鹿児島県立第二鹿児島中学校（現鹿児島県立甲南高等学校）を経て、1945年旧制第七高等学校造士館文科卒業。1949年に東京大学経済学部経済学科を卒業し、同年に中央信託銀行(のちの安田信託銀行)に入行。1972年5月に取締役に就任し、1976年6月に常務、1980年6月に専務、1984年6月に副社長を経て、1986年6月には社長に就任。1992年4月に会長に就任し、1996年4月には相談役に就任。社長在任中、信託協会会長も務めた。
1992年11月に藍綬褒章を受章。
2014年7月7日に肺炎のために死去。88歳没。